# Tranzystor bipolarny
Tranzystor bipolarny (dawniej: tranzystor warstwowy, tranzystor złączowy) – typ tranzystora, przyrząd półprzewodnikowy, mający zdolność wzmacniania sygnału. Zbudowany jest z trzech warstw półprzewodnika o różnym typie przewodnictwa. Charakteryzuje się tym, że niewielki prąd płynący pomiędzy dwiema jego elektrodami (nazywanymi bazą i emiterem) steruje większym prądem płynącym między emiterem a trzecią elektrodą (nazywaną kolektorem).

## Budowa
| Uproszczona struktura i symbol tranzystora npn | Uproszczona struktura i symbol tranzystora pnp |
|                                                |                                                |
|                                                |                                                |

Tranzystor bipolarny składa się z trzech warstw półprzewodnika o różnym typie przewodnictwa: p-n-p lub n-p-n (istnieją więc dwa rodzaje tranzystorów bipolarnych: pnp i npn). Poszczególne warstwy noszą nazwy:
- emiter (oznaczony przez E) warstwa silnie domieszkowana
- baza (oznaczona przez B) warstwa cienka i słabo domieszkowana
- kolektor (oznaczony przez C)

W ten sposób tworzą się dwa złącza p-n: baza-emiter (nazywane krótko złączem emitera) oraz baza-kolektor (nazywane złączem kolektora).

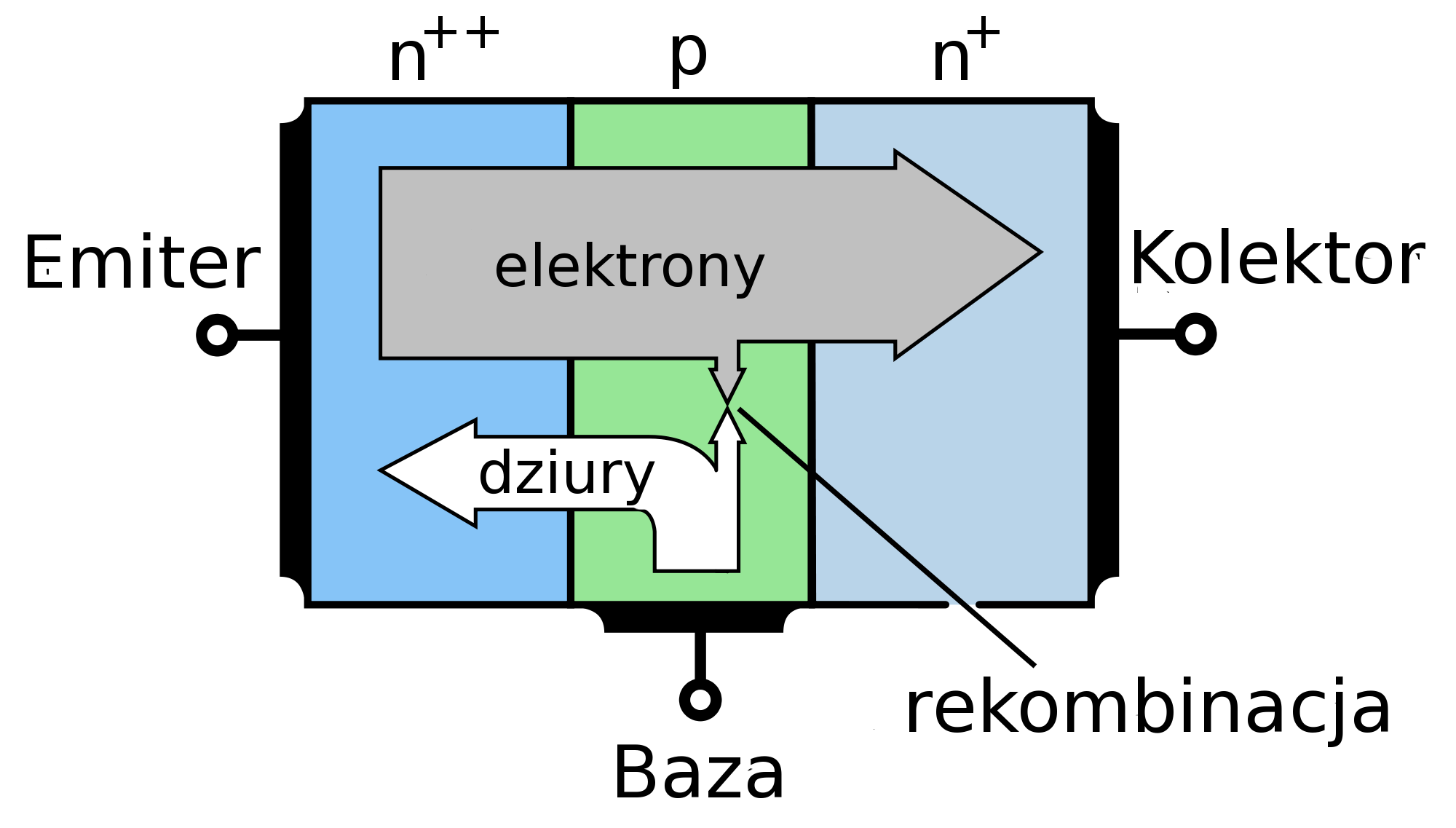
Rozpływ prądów w tranzystorze npn

## Zasada działania

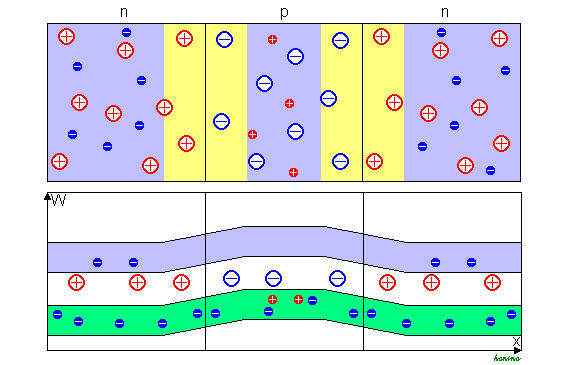
Budowa tranzystora bipolarnego npn

W stanie aktywnym złącze emiter-baza jest spolaryzowane w kierunku przewodzenia, a złącze baza-kolektor – w kierunku zaporowym. Napięcie baza-emiter powoduje przepływ (wstrzykiwanie) nośników większościowych emitera przez to złącze do bazy – (elektrony w tranzystorach npn lub dziury w tranzystorach pnp). Nośników przechodzących w przeciwną stronę, od bazy do emitera jest niewiele, ze względu na słabe domieszkowanie bazy. Nośniki wstrzyknięte z emitera do obszaru bazy dyfundują do obszarów mniejszej ich koncentracji w kierunku kolektora. Trafiają do obszaru złącza baza-kolektor, a tu na skutek pola elektrycznego w obszarze zubożonym są przyciągane do kolektora.
W rezultacie, po przyłożeniu do złącza baza – emiter napięcia w kierunku przewodzenia, popłynie niewielki prąd między bazą a emiterem, umożliwiający przepływ dużego prądu między kolektorem a emiterem. Stosunek prądu kolektora do prądu bazy nazywany jest wzmocnieniem prądowym tranzystora i oznacza się grecką literą β.
Za sygnał sterujący prądem kolektora można uważać zarówno prąd bazy, jak i napięcie baza-emiter. Zależność między tymi dwiema wielkościami opisuje charakterystyka wejściowa tranzystora, będąca w zasadzie eksponencjalną charakterystyką złącza pn spolaryzowanego w kierunku przewodzenia.
Prąd bazy składa się z dwóch głównych składników: prądu rekombinacji i prądu wstrzykiwania. Prąd rekombinacji to prąd powstały z rekombinacji w bazie nośników wstrzykniętych z emitera do bazy z nośnikami komplementarnymi. Jest tym mniejszy im cieńsza i słabiej domieszkowana jest baza. Prąd wstrzykiwania jest to prąd złożony z nośników wstrzykniętych z bazy do emitera, jego wartość zależy od stosunku koncentracji domieszek w obszarze bazy i emitera.

## Zastosowania

Przykład tranzystora pracującego jako wzmacniacz

Przykład tranzystora pracującego jako przełącznik

W zależności od punktu pracy tranzystor może znajdować się w czterech stanach:
- Stan aktywny, w którym prąd kolektora jest β razy większy od prądu bazy.
- Stan nasycenia, w którym prąd bazy jest na tyle duży, że obwód kolektora nie jest w stanie dostarczyć prądu β razy większego. Napięcie kolektor-emiter spada wtedy do niewielkiej wielkości.
- Stan zatkania (lub odcięcia), w którym złącze baza-emiter nie jest spolaryzowane lub jest spolaryzowane zaporowo. Prąd kolektora spada wtedy do bardzo małej wartości.
- Stan inwersyjny, w którym emiter spolaryzowany jest w kierunku zaporowym, a kolektor w kierunku przewodzenia. Wzmocnienie prądowe tranzystora w tym stanie jest niewielkie.

Poszczególne stany tranzystora są wykorzystywane w różnych zastosowaniach.

### Jako wzmacniacz
Tranzystor pracujący w stanie aktywnym może być wykorzystany do budowy układu będącego wzmacniaczem natężenia prądu elektrycznego. Małe zmiany prądu elektrycznego płynącego w obwodzie bazy powodują duże zmiany prądu płynącego w obwodzie kolektora. W zależności od konstrukcji układu można uzyskać wzmocnienie prądu, napięcia lub obu tych wielkości.

### Jako przełącznik (klucz tranzystorowy)
Przy pracy tranzystora jako przełącznik wykorzystuje się przejście między stanem nasyconym (tranzystor włączony) a zatkanym (tranzystor wyłączony). Taki tryb pracy tranzystora jest stosowany w niektórych układach impulsowych oraz cyfrowych.

## Układy pracy

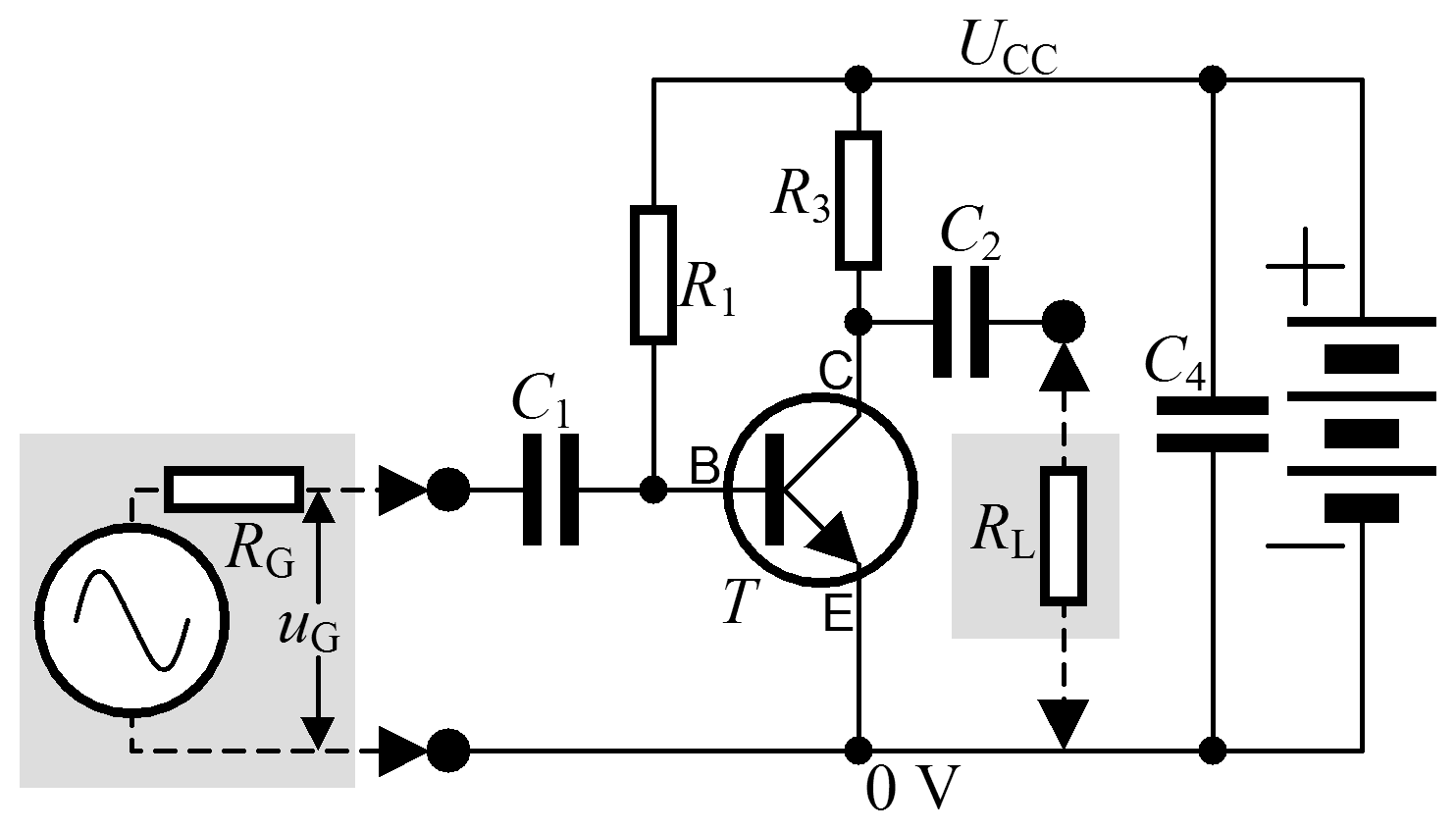
Schemat wzmacniacza napięcia zmiennego w układzie ze wspólnym emiterem

Schemat wzmacniacza napięcia zmiennego w układzie ze wspólną bazą

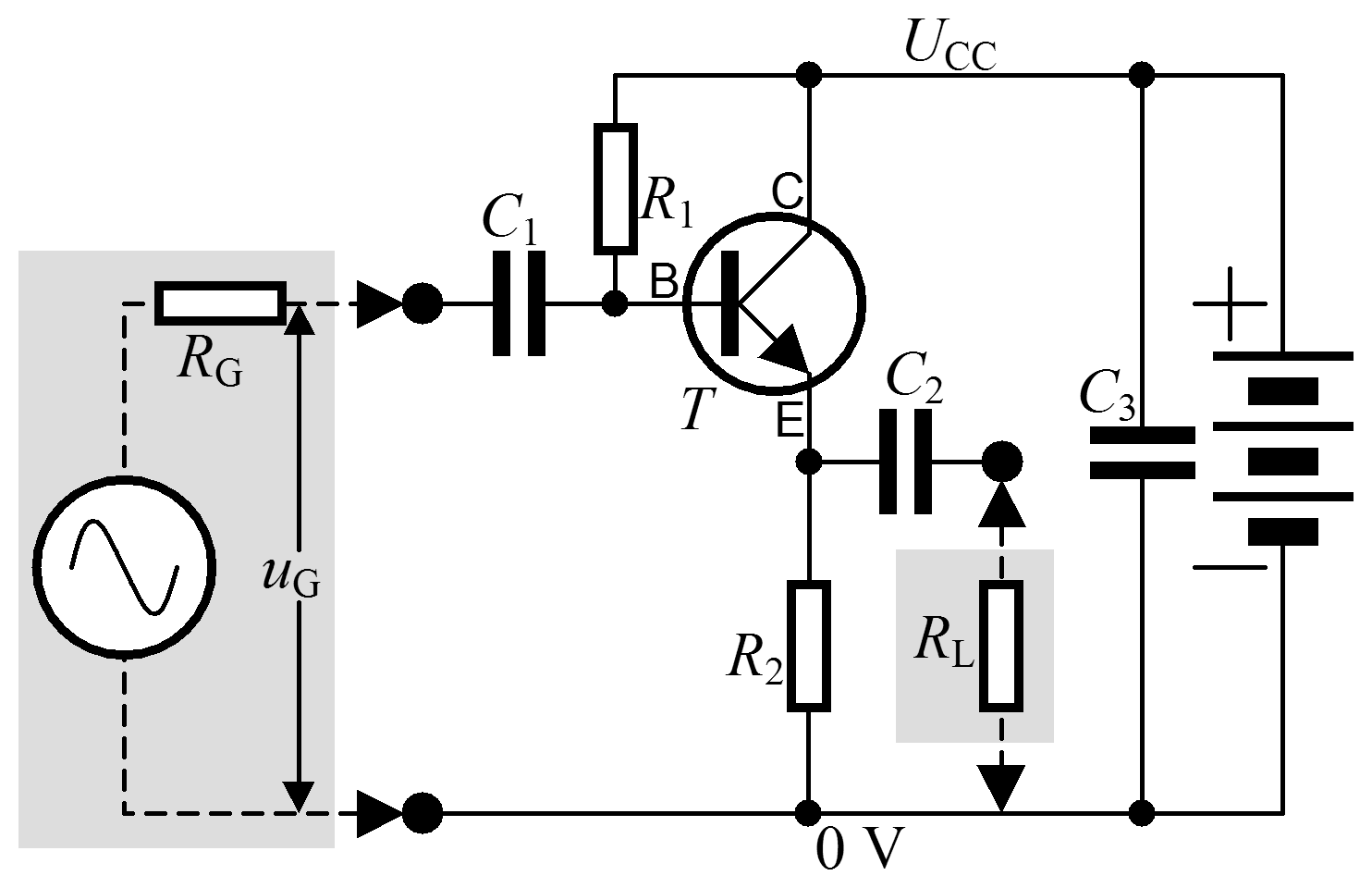
Schemat wtórnika emiterowego (układu ze wspólnym kolektorem)

Ze względu na sposób włączenia tranzystora do układu można wyróżnić trzy podstawowe układy jego pracy
- wspólnego emitera (OE)
- wspólnej bazy (OB)
- wspólnego kolektora (OC)

### Układ wspólnego emitera
Wzmacniane napięcie sygnału wejściowego podawane jest pomiędzy bazę a emiter tranzystora, natomiast sygnał po wzmocnieniu odbierany jest spomiędzy kolektora a emitera. Elektroda emiter jest więc niejako „wspólna” dla sygnałów wejściowego i wyjściowego – stąd nazwa układu.

### Układ wspólnej bazy
Wzmacniane napięcie sygnału wejściowego podawane jest pomiędzy bazę a emiter tranzystora, natomiast sygnał po wzmocnieniu odbierany jest spomiędzy bazy i kolektora.

### Układ wspólnego kolektora
Wzmacniane napięcie sygnału wejściowego podawane jest pomiędzy bazę a kolektor tranzystora, natomiast sygnał po wzmocnieniu odbierany jest spomiędzy kolektora i emitera. Wzmocnienie napięciowe tego układu jest bliskie jedności, wobec czego na wyjściu wzmacniacza otrzymuje się „powtórzone” napięcie z wejścia, stąd druga powszechnie używana nazwa takich wzmacniaczy – wtórnik emiterowy.

### Porównanie właściwości układów pracy
Porównanie właściwości poszczególnych układów pracy tranzystora bipolarnego przedstawia tabela:
| Parametr               | wspólny kolektor | wspólny emiter | wspólna baza         |
| ---------------------- | ---------------- | -------------- | -------------------- |
| Rezystancja wejściowa  | Duża             | Średnia        | Mała                 |
| Wzmocnienie napięciowe | Równe jedności   | Duże           | Średnie              |
| Wzmocnienie prądowe    | Duże             | Średnie        | Mniejsze od jedności |
| Rezystancja wyjściowa  | Mała             | Duża           | Duża                 |

## Podział tranzystorów bipolarnych
Oprócz podstawowego podziału określającego kolejność warstw półprzewodnika (pnp oraz npn) tranzystory bipolarne można podzielić:
- Ze względu na materiał, z którego są wytworzone:
  - Krzemowe
  - Germanowe
  - Z heterozłączami krzem-german
  - Z arsenku galu
- Ze względu na konstrukcję i technologię wytwarzania:
  - Tranzystor ze złączem wyciąganym (technologia historyczna)
  - Tranzystor stopowy (technologia historyczna)
  - Tranzystor mesa (technologia historyczna)
  - Tranzystory planarne
  - Tranzystory epitaksjalne
- Ze względu na charakterystyczne parametry
  - Wielkiej częstotliwości
  - Małej częstotliwości
  - Dużej mocy
  - Małej mocy
  - Itd...

Przy nazywaniu tranzystora poszczególne określenia są łączone, można zatem mówić, na przykład, o krzemowym tranzystorze epitaksjalno-planarnym wielkiej częstotliwości małej mocy.